# Eupithecia pallidiplaga
Eupithecia pallidiplaga là một loài bướm đêm trong họ Geometridae.